# جوليا وارد هاو
جوليا وورد هاو (بالإنجليزية: Julia Ward Howe) (27 مايو 1819 - 17 أكتوبر 1910) كانت بارزة ونشاطة اجتماعية وشاعرة أمريكية ومؤلفة كتاب «معركة ترنيمة للجمهورية». كانت أيضًا من مناصري إلغاء عقوبة الإعدام وناشطة اجتماعية، خاصةً فيما يتعلق بحق المرأة في التصويت.

## حياتها المبكرة
ولدت هاو في مدينة نيويورك. كانت الابنة الرابعة من أصل سبعة أطفال. كان والدها سامويل وارد الثالث سمسار بورصة في وول ستريت وعاملًا في مصرف وكالفينياً متشددًا. كانت والدتها، الشاعرة جوليا راش كاتلر، ذات صلة بفرانسيس ماريون الملقب ب «الثعلب المغمور» في الثورة الأمريكية. توفيت بمرض السلّ عندما كانت هاو في الخامسة.
تعلمت هاو تحت أيدي مدرسين خصوصيين وفي مدارس للسيدات الشابات حتى بلغت السادسة عشرة من عمرها. سافر شقيقها الأكبر، سامويل كاتلر وارد، إلى أوروبا وأحضر معه مكتبته الخاصة. كانت جميع كتبه متاحة لها، وكثير منها يتعارض مع مذهب الكالفينية. ازدادت ثقافتها الاجتماعية والعلمية. التقت بكل من تشارلز ديكنز وتشارلز سومنر ومارغريت فولر، بفضل مكانة والدها كمصرفي ناجح.
تزوج شقيقها سام من فتاة من عائلة أستور، ما أتاح له حرية اجتماعية كبيرة شاركها مع أخته. أُرسل الشقيقان للمشاركة في العزاء عند وفاة والدهما في عام 1839، ثم موت شقيقهما هنري، وموت إميلي زوجة سامويل وطفلهما الرضيع.

## زواجها وأطفالها
على الرغم من أنها نشأت كأسقفية، اعتنقت جوليا الطائفة التوحيدية بحلول عام 1841. في بوسطن، التقت بسامويل غريدلي هاو، وهو طبيب ومصلح سياسي أسّس مدرسة بيركنز للمكفوفين. تقرّب هاو منها، لكنه أبدى اهتمامًا بشقيقتها لويزا. في عام 1843، تزوجا على الرغم من فرق السن الكبير بينهما والذي بلغ 18 سنة. أنجبت وارد أول طفل لها أثناء شهر العسل في أوروبا. وأنجبت طفلها الأخير في ديسمبر عام 1859 عن عمر يناهز الأربعين. أنجبا ستة أطفال: جوليا رومانا هاو (1844-1886)، فلورنس ماريون هاو (1845-1922)، هنري ماريون هاو (1848-1922)، لورا إليزابيث هاو (1850-1943)، مود هاو (1855-1948)، وسامويل غريدلي هاو الابن (1859-1863). كانت هاو عمة الروائي فرانسيس ماريون كروفورد.
ربّت هاو أولادها في جنوب بوسطن، بينما كان زوجها يواصل عمله في المحكمة. تمكنت من إخفاء تعاستها الزوجية وأطلق أطفالها عليها لقب «شمبانيا العائلة». ذهبت في رحلات متكررة إلى مدينة غاردينر في ولاية مين، حيث مكثت في «البيت الأصفر»، وهو منزل بُني في الأصل في عام 1814 وأصبح لاحقًا منزلًا لابنتها لورا.
في عام 1852، اشترت العائلة منزلًا ريفيًا بمساحة 4.7 فدان في بلدة بورتسموث في رود آيلاند وأطلقت عليه اسم «أوك غلين». أبقت العائلة على منازلها في بوسطن ونيوبورت، لكنها كانت تقضي عدة أشهر سنويًا في أوك غلين.

## كتاباتها
حضرت هاو محاضرات ودرست لغات أجنبية وكتبت مسرحيات وقصصًا درامية. نشرت قبل زواجها مقالات عن الأديب غوته والشاعرين شيلر ولامارتين في مجلة (نظرة نيويورك ونظرة اللاهوتية) نُشر كتاب (العاطفة - الورود) دون ذكر اسم المؤلف في عام 1853. جمعت هاو في الكتاب قصائد شخصية وكتبته دون علم زوجها، الذي كان مشغولًا في تلك الأثناء بتحرير صحيفة «الكومنولث» لجزب التربة الحرة.  نُشر في عام 1857 كتابها الثاني أيضًا دون ذكر المؤلف «كلمات من أجل الساعة». استمرت في كتابة مسرحيات مثل «ليونورا» و«ملكية العالم» و«هيبوليتوس». تضمنت جميع هذه الأعمال تلميحات عن زواجها السيئ.
ذهبت في عدة رحلات تضمنت معظمها مهامًا. في عام 1860، نشرت كتابها «رحلة إلى كوبا»، الذي تحدثت فيه عن رحلتها في عام 1859. أثار الكتاب غضب وليام لويد غاريسون، وهو من أنصار حركة التحرير من العبودية، بسبب نظرته المهينة إلى السود. إذ آمنت هاو بضرورة تحرير العبيد لكنها لم تؤمن بالمساواة العرقية. نُشرت أيضًا عدة رسائل عن مجتمع هاي نيوبورت في صحيفة نيويورك تريبيون في عام 1860.
أزعج كون هاو مؤلفة ومحررة زوجها إلى حد كبير، خاصةً بسبب تناول معظم قصائدها قضايا انتقاد دور المرأة كزوجة، وقصصًا من زواجها، ومكانة المرأة في المجتمع. تفاقمت مشاكلهما الزوجية إلى أن أدت إلى انفصالهما في عام 1852. سيطر سامويل على دخلها العقاري بشكل كامل منذ زواجهما. وعند وفاة زوجها في عام 1876، اكتشفت هاو أن معظم أموالها قد أُنفقت ضمن سلسلة من الاستثمارات الفاشلة.
شكّلت تربية هاو وحياتها الزوجية إطارًا لمعظم كتاباتها وأعمالها كناشطة اجتماعية. أٌجريت دراسة مكثفة حول زواجها الصعب ومدى تأثر عملها به، سواء ككاتبة أو كناشطة.

## دورها كناشطة اجتماعية
كتبت هاو «أنشودة المعركة للجمهورية» بإلهامٍ من زيارتها وزوجها للعاصمة واشنطن، حيث التقت بأبراهام لينكون في البيت الأبيض في نوفمبر عام 1861. وأثناء الرحلة، اقترح صديقتها جيمس فريمان كلارك أن تكتب كلمات جديدة لأغنية (John Brown's Body) التي كتبتها في 19 نوفمبر. تُنسب الأغنية الأصلية لويليام ستيف، ونُشرت نسخة هاو لأول مرة في المجلة الشهرية «ذا أتلانتيك» في فبراير عام 1862. سرعان ما أصبحت إحدى أكثر الأغاني شعبيةً في الاتحاد أثناء الحرب الأهلية الأمريكية.
بعدما أصبحت هاو ذات شعبية، أنتجت في عام 1867 أحد عشر إصدارًا من المجلة الأدبية «الأضواء الشمالية» وكتبت في نفس العام عن رحلاتها إلى أوروبا في كتاب «من البلوط إلى الزيتون» بعد الحرب، ركزت أنشطتها على قضايا السلام وحق المرأة في التصويت. بحلول عام 1868، لم يعد زوج جوليا يعارض مشاركتها في الحياة العامة، فقررت أن تصبح ناشطة في قضايا الإصلاح السياسي. ساعدت في تأسيس «نادي إنكلترا الجديدة للنساء» و«جمعية إنكلترا الجديدة لحق المرأة في التصويت». شغلت منصب الرئيسة لمدة 9 سنوات ابتداءً من عام 1868. في عام 1869، شاركت مع لوسي ستون في قيادة الجمعية الأمريكية لحقوق المرأة في التصويت. ثم في عام 1870، أصبحت رئيسة نادي إنكلترا الجديدة للنساء. بعد وفاة زوجها في عام 1876، زاد تركيزها واهتمامها بقضية الإصلاح. في عام 1877، أصبحت هاو إحدى مؤسسي اتحاد المرأة التعليمي والصناعي في بوسطن. أسست أيضًا جمعية النساء الأمريكيات التي دعت لتعليم المرأة وأصبحت رئيسةً لها من عام 1876 إلى عام 1897.
في عام 1872، أصبحت محررة لمجلة النساء، وهي مجلة شهيرة تدعم حق المرأة في التصويت، تأسست في عام 1870 من قبل لوسي ستون وهنري ب. بلاكويل. عملت هاو فيها لمدة عشرين عامًا. في نفس العام، كتبت كتاب «دعوة للنساء في جميع أنحاء العالم«الذي عرف لاحقًا باسم «إعلان يوم عيد الأم»، والذي طالب النساء في جميع أنحاء العالم بالانضمام لقضية السلام العالمي. ألفت الكتاب بعد فترة وجيزة من تحولها إلى داعية سلام وناشطة مناهضة للحرب. في عام 1872، طلبت الاحتفال بـ «عيد الأم» في الثاني من يونيو. لم تلق جهودها نجاحًا، بحلول عام 1893، طالبت باعتبار يوم 4 يوليو يومًا لعيد الأم بدلًا من عيد الاستقلال. في عام 1874، قامت بتحرير كتاب تعليمي مختلط بعنوان «الجنس والثقافة». كتبت هاو كتابًا بعنوان «المجتمع الحديث» تحدثت فيه عن الأماكن التي عاشت فيها في عام 1880. في عام 1883، نشرت هاو سيرة ذاتية لمارغريت فولر. وفي عام 1885، نشرت مجموعة أخرى من المحاضرات بعنوان «هل المجتمع الرفيع لطيف؟» وأشارت بالمجتمع الرفيع إلى الطبقة العليا الغنية في المجتمع. نشرت في عام 1899 مذكراتها الشهيرة، «الذكريات». استمرت هاو في الكتابة حتى وفاتها.
في عام 1881، انتُخبت هاو رئيسةً لجمعية النهوض بالمرأة. في نفس الوقت تقريبًا، ذهبت في جولة خطابية على ساحل المحيط الهادي، وأسست «نادي القرن» في سان فرانسيسكو. في عام 1890، ساعدت في تأسيس الاتحاد العام للأندية النسائية، لتؤكد من جديد على القيم المسيحية المتمثلة بالاقتصاد والاعتدال. من عام 1891 إلى عام 1893، شغلت منصب رئيسة جمعية ماساتشوستس لحق المرأة في التصويت للمرة الثانية. بقيت هاو رئيسة لجمعية إنكلترا الجديدة لحق المرأة في التصويت حتى وفاتها. أدارت الاتحاد العام للأندية النسائية من عام 1893 إلى عام 1898، وترأست اتحاد ماساتشوستس للأندية النسائية. تحدثت هاو في مؤتمر أديان العالم في عام 1893 في شيكاغو، إذ أجابت عن السؤال المطروح: ما هو الدين؟ في عام 1908 كانت هاو أول امرأة تُنتخب في الأكاديمية الأمريكية للفنون والآداب، وهي مؤسسة تهدف إلى التعزيز، والمساعدة، والحفاظ على التميز في الأدب الأمريكي والموسيقى والفن.

## وفاتها
توفيت هاو في منزلها في بورتسموث، أوك غلين بعد إصابتها بذات الرئة في 17 أكتوبر عام 1910، عن عمر ناهز الـ 91 عام. دُفنت في مقبرة ماونت أوبورن في كامبريدج في ولاية ماساتشوستس. في مأتمها، غنى نحو 4000 شخص أغنية «أنشودة المعركة للجمهورية» تقديرًا لها، إذ كان من المعتاد غناء تلك الأغنية في كل خطاباتها.
بعد وفاتها، تعاون أطفالها في كتابة سيرتها الذاتية التي نُشرت في عام 1916. وفازت بجائزة بوليتزر للسير الذاتية.

## روابط خارجية
- جوليا وارد هاو على موقع IMDb (الإنجليزية)
- جوليا وارد هاو على موقع الموسوعة البريطانية (الإنجليزية)
- جوليا وارد هاو على موقع ميوزك برينز (الإنجليزية)
- جوليا وارد هاو على موقع إن إن دي بي (الإنجليزية)
- جوليا وارد هاو على موقع أول ميوزيك (الإنجليزية)
- جوليا وارد هاو على موقع ديسكوغز (الإنجليزية)